# Clavatula gracilior
Clavatula gracilior é uma espécie de gastrópodes do gênero Clavatula, pertencente a família Clavatulidae.